# Bommelse Brug

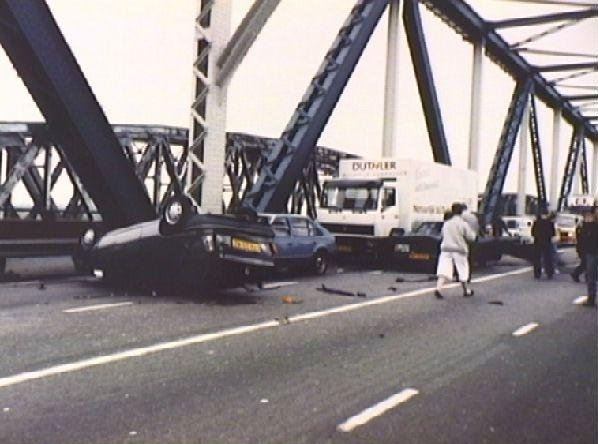
Deze foto uit 1991 maakt duidelijk waarom de brug niet meer voldeed: vooral de inhaalstrook was smal en voor een vangrail in het midden was geen ruimte. Bij ernstige ongevallen zoals deze kwam het verkeer in beide richtingen tot stilstand.

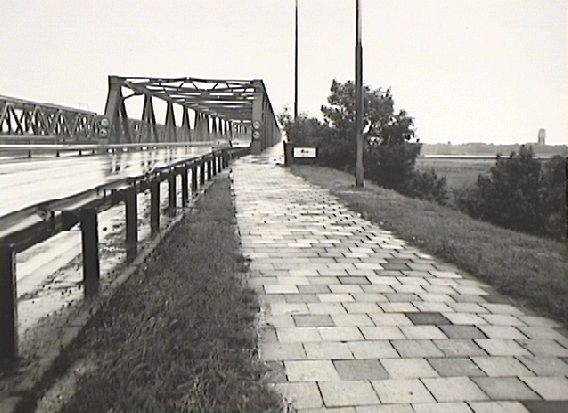
Het fietspad bij Waardenburg, vanuit het noorden. Uiterst rechts aan de overkant staat de toren van de Zaltbommelse Grote of Sint-Maartenskerk in de steigers.

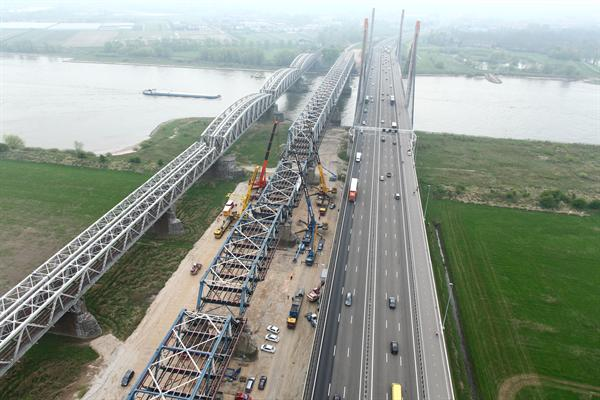
April 2007, de sloop van de Bommelse brug, tussen de nieuwe brug en de spoorbrug, de Dr. W. Hupkesbrug. Vergelijk de breedte van de oude en de nieuwe brug.

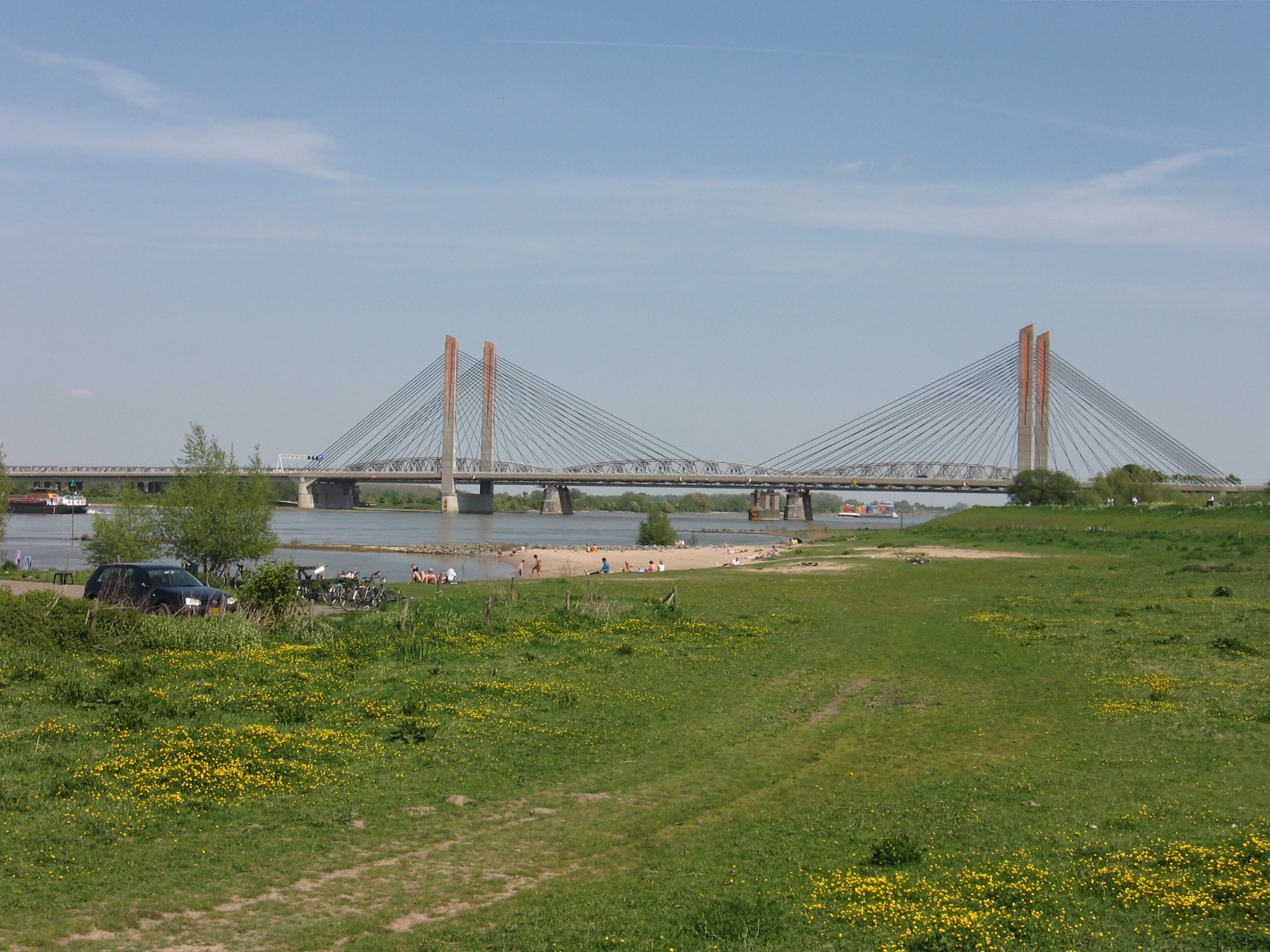
De nieuwe Martinus Nijhoffbrug

De Bommelse Brug was de oude vakwerkbrug over de Waal tussen Zaltbommel en Waardenburg in de A2 gelegen op Rkm 933,55. De benaming Bommelse Brug was algemeen gangbaar, maar officieel heeft de brug nooit een naam gekregen. De brug werd in 1933 geopend, heeft dienstgedaan tot ze begin 1996 werd vervangen door de nieuwe Waalbrug, de Martinus Nijhoffbrug, waarna ze ten slotte werd gesloopt in 2007.
De Bommelse Brug maakte deel uit van een complex van twaalf bruggen uit het Rijkswegenplan van 1927. Ingenieur-directeur W.H.J. Harmsen van Rijkswaterstaat ondertekende op 1 maart 1930 het bouwafschrift in opdracht van minister Paul Reymer. Tijdens de bouw tussen 1931 en 1933 zijn er drie bouwvakkers verongelukt op de brug. In de brug zaten twee miljoen klinknagels verwerkt.

## Autoverkeer
De brug had een indeling van twee keer twee rijstroken. Beveiliging door middel van een geleiderail ontbrak en de inhaalstroken waren ongewoon smal, omdat de totaal beschikbare breedte voor de vier stroken en middenstrook slechts 12,3 meter was, met daarnaast voor elke richting een schampstrook van 0,5 meter. Ondanks een maximumsnelheid van 70 kilometer per uur gebeurden er veel ongelukken. De afritten en vooral de opritten vanaf de kruisende wegen waren kort, vooral die vanaf de Steenweg bij Waardenburg (N830) was berucht. Na deze zeer korte oprit was er geen uitloop mogelijk. Auto's met onvoldoende snelheid om in te voegen kwamen tot stilstand, wat er soms toe leidde dat bestuurders achteruit reden voor een nieuwe aanloop.
Tussen 13 april 2007 en medio 2008 is de Bommelse Brug ter plaatse gesloopt. Het staal van de brug werd gerecycled door Corus. Tegen de sloop is bezwaar gemaakt, onder andere door Stichting Boogbrug Vianen, die de brug wilde bewaren omdat ze van mening was dat de brug waarde had qua cultuurhistorie, vormgeving, gaafheid en zeldzaamheid. De stichting benadrukte tot voor de rechter dat de drie bruggen naast elkaar landschappelijk een ensemble vormden en achtte hergebruik als fiets- en voetbrug mogelijk.

## Fietsverkeer
Buiten de vakwerkconstructie lag aan weerszijden een eenrichtingsfietspad van 2,0 meter breed, met aan de rivierkant een vrijwel dichte afscherming tegen de wind. De fietspaden werden veel gebruikt door scholieren en waren in de praktijk smal door de inklemming tussen staalconstructies. Voor beide richtingen hielden de fietspaden op bij de Steenweg (N830) aan de Waardenburgse kant en bij de Van Heemstraweg aan de Bommelse kant. Bij de aanleg van het nieuwe station Zaltbommel is daar een aantakking gemaakt naar het nabijgelegen fietspad richting Waardenburg. Er waren langs de A2 geen aansluitende fietspaden richting Culemborg en Utrecht of richting Hedel en 's-Hertogenbosch.
Op de noordelijke oever waren Geldermalsen, Culemborg en Utrecht per fiets wel te bereiken via de N830 en ook sloten de fietspaden aan op de Waalbandijk. Op de zuidelijke oever waren de aansluitingen minder duidelijk. Een korte asfaltstrook, die bij de aanleg van de nieuwe brug verdwenen is, leidde via een kleine omweg naar een parallelweg van de A2 die verderop aansloot op een vrijliggend fietspad richting 's-Hertogenbosch. Op de Waaldijk langs de Bommelerwaard richting Gameren, Brakel en Woudrichem kon men komen via de Bommelse binnenstad of via een omweg over de Van Heemstraweg en de Middelkampseweg. Naar het oosten liep de voor de hand liggende route via de Onderlangsweg (onder de A2 en de spoorlijn Utrecht - 's-Hertogenbosch door) vast op de Kil van Hurwenen en moest men richting Hurwenen en Rossum een omweg maken via de Van Heemstraweg.

## Pijlers
De plaatsing van de pijlers kwam overeen met die van de spoorbrug, de Dr. W. Hupkesbrug uit 1869, die vijftig meter stroomopwaarts ligt, zodat de drie overspanningen over het zomerbed een lengte hadden van 127,4 meter. Bij de sloop is de middelste brugpijler blijven staan. Midden in de drukbevaren rivier is hij lastig te slopen en omdat hij in een lijn staat met een pijler van de spoorbrug hindert hij de scheepvaart en stroming niet erg. Niettemin vermindert elk obstakel de waterafvoer en in de zomerbeddingen aan weerszijden van de vaargeul zijn de pijlers wel gesloopt. In het winterbed zijn nog pijlerresten aanwezig.

## Verkeersaanbod
In 1991 was de verkeersintensiteit voor beide richtingen zo'n 40 000 voertuigen per dag: circa 80% lichte motorvoertuigen (personenauto's, lichte bestelwagens en motorfietsen), 10% middelzware voertuigen en 10% zware voertuigen. Voor 2007 rekende men op 56 000 voertuigen per dag in beide richtingen, dus voor elke richting 16 000 meer, wat de Bommelse Brug met zijn twee smalle stroken niet aan zou kunnen, vandaar dat men tot vervanging besloot. Ook de aansluitende delen van de A2 hadden twee rijstroken, zodat de bouw van de Nijhoffbrug het fileprobleem aanvankelijk alleen verplaatste. Dit is later opgelost met extra rijstroken.

## “Ik ging naar Bommel om de brug te zien”
Het sonnet De moeder de vrouw van Martinus Nijhoff, waarvan de beginregel naar de Bommelse Brug verwijst, was aanleiding om de opvolger Martinus Nijhoffbrug te dopen.

## Externe links

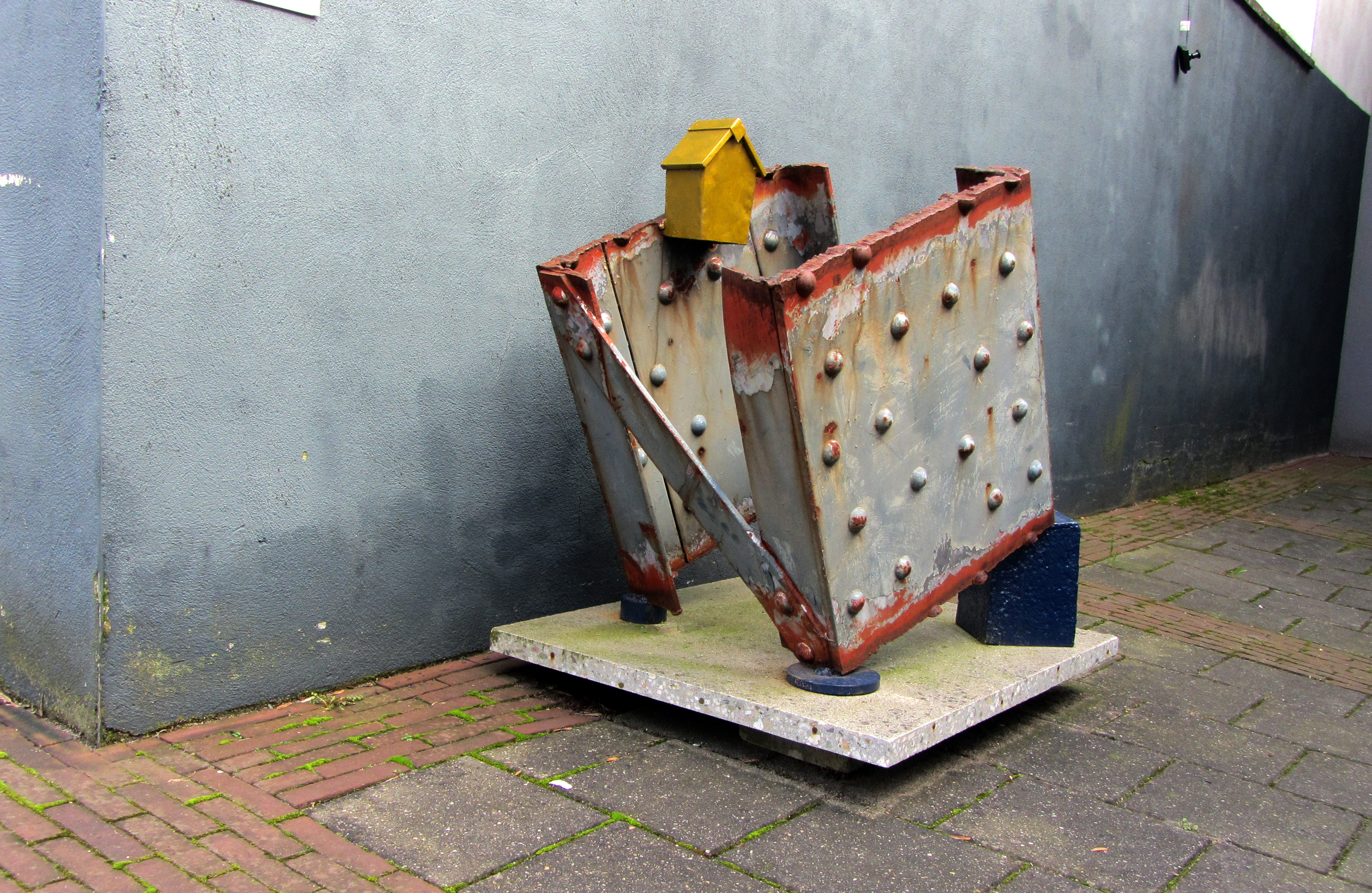
Kunstwerk gemaakt door Wim van Sijl, lid van de Stichting Boogbrug Vianen. De stalen constructie is een overblijfsel van de gesloopte Bommelse brug